# Labirinto acquatico di Morris

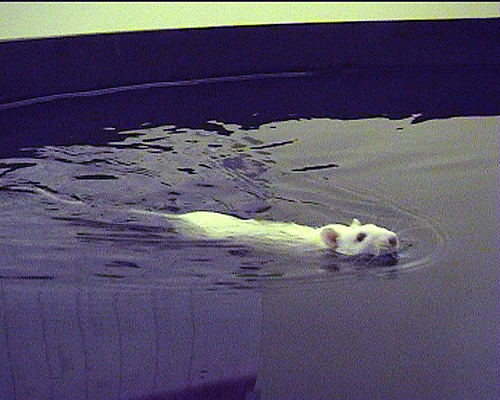
Un ratto da laboratorio nel labirinto di Morris

Il labirinto acquatico di Morris è uno strumento usato negli esperimenti psicologici e in particolare in psicobiologia al fine di studiare la memoria spaziale. Tipicamente vengono impiegati topi o ratti. È stato sviluppato dal neuroscienziato Richard G. Morris nel 1981, che lo ha utilizzato per dimostrare che le lesioni all'ippocampo compromettono la memoria spaziale.

## Panoramica dell'esperimento
Tipicamente, un topo (o un ratto) è posto in una piccola vasca piena di un liquido lattiginoso in modo che il vedere la profondità della vasca non causi ansia nell'animale.  
Si inizia l'immersione dell'animale dalla coda, per evitare di sottoporre il roditore a stress, e lo si orienta in modo che guardi il bordo della vasca per evitare di influenzare il roditore sulla direzione da scegliere. 
La vasca contiene una piattaforma di uscita nascosta pochi millimetri sotto al pelo dell'acqua. Alcuni punti di riferimento visivi, come ad esempio delle forme colorate, sono poste attorno alla vasca in modo che l'animale le veda e si possa orientare.
Il diametro della vasca è solitamente compreso tra 1,2 e 1,8 metri, è profonda circa 60 cm ed è piena fino all'altezza di 30 centimetri. Il bordo di 30 centimetri impedisce che il topo sia distratto dalle attività del laboratorio. (Le misure si riferiscono ad esperimenti in cui l'animale utilizzato è un topo, per i ratti verranno aumentate sia la larghezza della vasca, che la sua profondità). 
Quando viene rilasciato, il soggetto nuota nella vasca in cerca di un'uscita, mentre vengono registrati diversi parametri, come il tempo passato in ogni quadrante della piscina, il tempo impiegato a trovare la piattaforma di uscita (latenza) e la lunghezza totale del percorso effettuato. La prima fuga dalla vasca rinforza il desiderio del topo di trovare in fretta la piattaforma, e nelle ripetizioni successive dell'esperimento (con la piattaforma nella stessa posizione) il topo è in grado di localizzare la piattaforma in un tempo progressivamente più breve.
Il miglioramento della performance è dovuto al fatto che il topo ha imparato dove si trova la piattaforma di uscita, grazie ai cospicui punti di riferimento fornitigli (forme colorate).
Dopo un numero sufficiente di ripetizioni dell'esperimento, un topo normale è in grado di nuotare direttamente da ogni punto di rilascio alla piattaforma.